# Турецькі діалекти

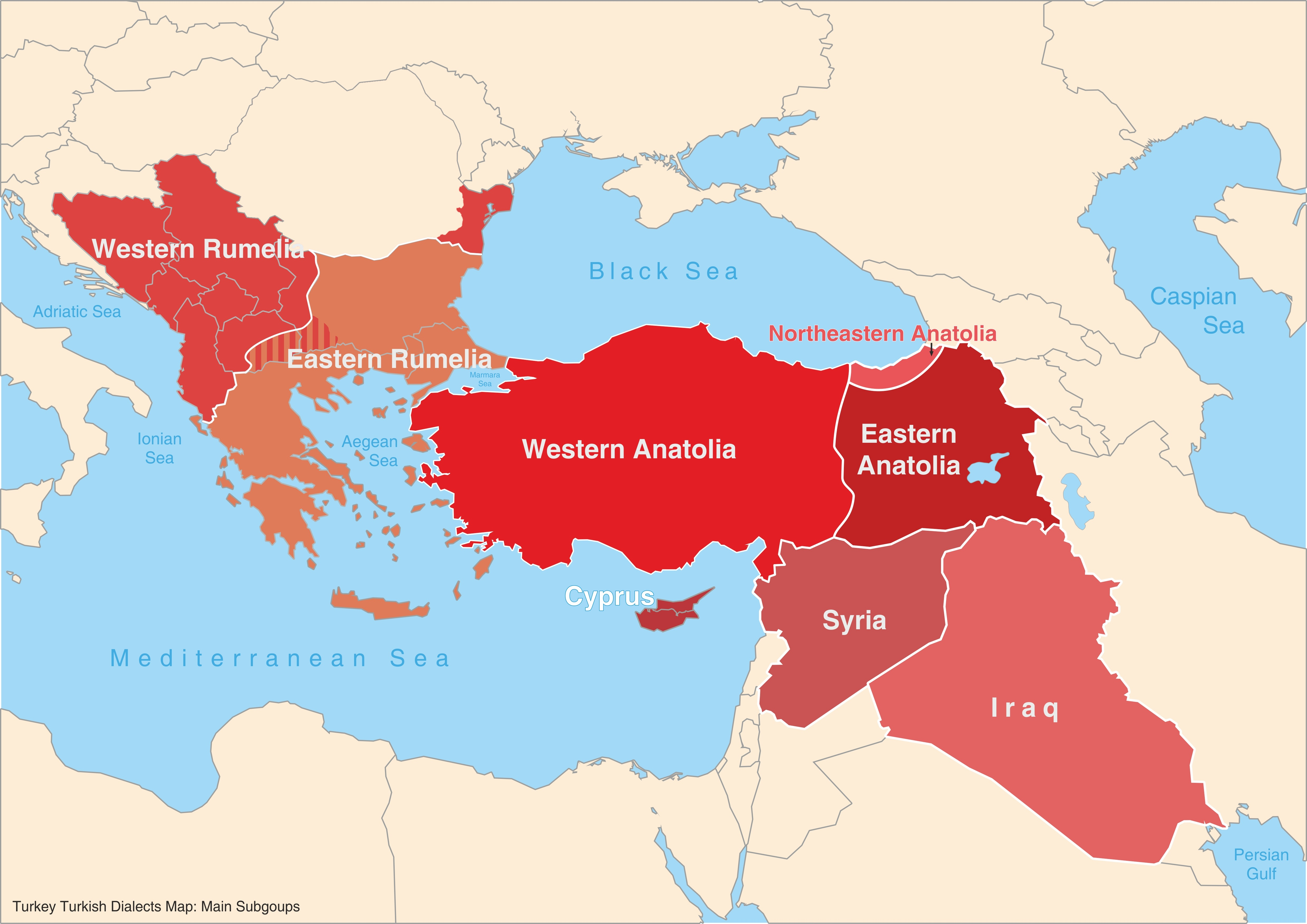
Карта турецьких діалектів: Основні підгрупи.

Існує значне діалектне різноманіття в турецькій мові.
Турецька мова — південна огузька мова, що належить до тюркських мов. Турецькою мовою розмовляють турки в Туреччині, Болгарії, острові Кіпр, Греції (насамперед у Західній Фракії), Косово, Месхетії, Північній Македонії, Румунії, Іраку, Сирії та інших районах традиційного поселення, які раніше, цілком або їхня частина, належали Османській імперії. Турецька є офіційною мовою Туреччини і є однією з офіційних мов Кіпру. Вона також має офіційний (але не головний) статус у Призренському районі Косово та кількох муніципалітетах Північної Македонії, залежно від концентрації турецькомовного місцевого населення. Сучасний стандарт турецької мови базується на стамбульському діалекті. Тим не менш, діалектна варіативність зберігається, незважаючи на вирівнюючий вплив стандарту, який застосовується в ЗМІ та турецькій системі освіти з 1930-х років. Терміни ağız або şive часто використовуються для позначення різних типів турецьких діалектів (таких як кіпрський турецький).

## Балканські турецькі діалекти
Турецька мова була запроваджена на Балканах османськими турками під час правління Османської імперії. Сьогодні турецькою і досі говорять турецькі меншини, які проживають у регіонах, особливо в Болгарії, Греції (переважно в Західній Фракії), Косово, Північній Македонії та Румунії. Балканські османські турецькі діалекти вперше були описані на початку 20 століття і називаються румелійськими — термін, введеним Дюлою Неметом у 1956 році. Немет також установив основний поділ між східнорумелійською та західнорумелійською групою діалектів. Пучок ізоглосів, що розділяє дві групи, приблизно відповідає межі болгарському ять. Вісім основних західнорумелійських турецьких особливостей:
1. / ı /, / u /, / ü /> / i / наприкінці слова;
2. суфікс -miş, що використовується для формування перфектного (неозначена форма) часу, не підлягає сингармонізму, тобто є інваріантним;
3. / i /> / ı / в неініціативних та закритих заключних складах;
4. / ö /> / o a /, / o / і / ü /> / u a /, / u / у багатьох словах;
5. узагальнення однієї з двох можливих форм у суфіксах із низькою гармонією голосних;
6. / ö /> / ü / приблизно в 40 словах, як правило, у складно-початковому положенні;
7. утримання османської турецької / ğ / як / г /;
8. перехідний дієприкметник минулого часу має закінчення не -yor, але -y.

Запропоновані додаткові особливості, такі як розрізнення / k / та / g / до піднебінних африкатів або зупинення та втрата / h /, особливо у початковому положенні.
Румелійські турецькі діалекти є джерелом турецьких запозичень на балканських мовах, а не сучасної стандартної турецької мови, що базується на стамбульському діалекті. Наприклад, сербо-хорватське kàpija / капија «великі ворота» походить від румелійського kapi, а не стандартного турецько kapı.

## Кіпрський турецький діалект
Турецька мова була впроваджена на Кіпрі з османським завоюванням у 1571 році і стала політично панівною, престижною мовою адміністрації. У післяосманський період кіпрський турецький був відносно ізольованим від стандартної турецької та мав сильний вплив із боку кіпрського грецького діалекту. Умови співіснування з кіпріотами-греками призвели до певної двомовності, завдяки якому знання турками-кіпріотами грецької мови було важливим у районах, де обидві громади жили та працювали разом. Мовна ситуація докорінно змінилася в 1974 році, коли острів був поділений на грецький південь та турецьку північ (Північний Кіпр). Сьогодні кіпрський турецький діалект піддається збільшенню рівня стандартної турецької мови через імміграцію з Туреччини, нові засоби масової інформації та нові освітні заклади.

## Месхетський турецький діалект
Турки-месхетії говорять на східноанатолійському діалекті турецької мови, який походить із регіонів Карс, Ардахан, Игдир та Артвін. Турецький діалект месхетинців також запозичений з інших мов (включаючи азербайджанську, грузинську, казахську, киргизьку, російську та узбецьку), з якими турки-месхети контактували за часів російської та радянської влади.

## Сирійський туркменський діалект
Сирійські туркмени — нащадки племен огузів, які мігрували з Центральної Азії в 11 столітті, говорять на архаїчному діалекті турецької мови. Кількість туркменів у Сирії оцінюється до 3 000 000, переважно в гірському регіоні Туркменістану та на рівнині Шахба на північ від Алеппо, а також у провінціях Хомс і Ель-Кунейтра. За правління партії Баас у Сирії туркмени страждали від жорсткої асиміляційної політики їм заборонялося писати чи публікувати турецькою мовою.

## Турецька мова в діаспорі
Через велику турецьку діаспору значні турецькомовні спільноти також проживають у таких країнах, як Австралія, Австрія, Азербайджан, Бельгія, Канада, Данія, Сальвадор, Фінляндія, Франція, Німеччина, Ізраїль, Казахстан, Киргизстан, Нідерланди, Росія, Швеція, Швейцарія, Україна, Об'єднані Арабські Емірати, Велика Британія та Сполучені Штати. Однак через культурну асиміляцію турецьких іммігрантів та їхніх нащадків у приймаючих країнах не всі етнічні турки розмовляють турецькою мовою вільно.

## Анатолійські діалекти
Є три основні анатолійські турецькі групи діалектів, на яких говорять у Туреччині: Західноанатолійський діалект (приблизно на захід від Євфрату), Східноанатолійський діалект (на схід від Євфрату), і Північно-східна анатолійська група, який включає діалекти східного Причорномор'я, таких як Трабзон, Ризе та прибережні райони Артвін.
Класифікація анатолійських діалектів турецької мови:

### 1. Східноанатолійські діалекти
1.1.1. Агри, Малазгирт

1.1.2. Муш, Бітліс

1.1.3. Ахлат, Адільцеваз, Буланік, Ван

1.1.4. Діярбакир

1.1.5. Палу, Каракочан, Бінгьоль, Карльова, Сіїрт

1.2.1. Карс (Єрлі)

1.2.2. Ерзурум, Ашкале, Оваджик, Нарман

1.2.3. Пасинлер, Хорасан, Хинис, Текман, Караязи, Терджан (частина)

1.2.4. Байбурт, Іспір (окрім півночі), Ерзінджан, Чайрлі, Теркан (частина)

1.2.5. Гюмюшхане

1.2.6. Рефахіє, Кема

1.2.7. Карс (азербайджанці та карапапахи)

1.3.1. Пософ, Артвін, Шавцат, Ардануч, Юсуфелі

1.3.2.1. Ардаган, Олур, Олту, Шенькая; турки-месхетинці (Грузія)

1.3.2.2. Тортум

1.3.2.3. Іспір (північ)

1.4.1. Кемаліє, Іліч, Агин

1.4.2. Тунджелі, Хозат, Мазгірт, Пертек

1.4.3. Харпут

1.4.4. Елязиг, Кебан, Баскіль

### 2. Північно-східні анатолійські діалекти
2.1.1. Вакфикебір, Акшабат, Тонья, Мачка, Оф, Чайкара

2.1.2. Трабзон, Юмра, Сюрмене, Араклі, Ризе, Калкандере, Ікіздере

2.2.1. Чайєлі

2.2.2. Чамлігемшин, Пазар, Гемшин, Ардешен, Финдикли

2.3.1. Архаві, Хопа (включно Кемалпаша-белде)

2.3.2. Хопа (невелика частина)

2.3.3. Борчка, Муратли, Джамілі, Мейданджик, Ортакей (Берта) буджак Артвин (Меркез)

### 3. Західноанатолійські діалекти
- (3.0) TRT турецька мова (Стамбул) — вважається «стандартом».

3.1.1. Афьонкарагісар, Ескішехір, Ушак, Налліхан

3.1.2. Чанаккале, Баликесір, Бурса, Біледжик

3.1.3. Айдин, Бурдур, Денізлі, Испарта, Ізмір, Кютаг'я, Маніса, Мугла

3.1.4. Анталія

3.2. Ізміт, Сакар'я

3.3.1. Зонгулдак, Деврек, Ерелі

3.3.2. Бартин, Чайкума, Амастрида

3.3.3. Болу, Оваджик, Ескіпазар, Карабюк, Сафранболу, Улус, Ефлані, Куруджашиле

3.3.4. Кастамону

3.4.1. Гьойнюк, Мудурну, Кибрисджик, Себен

3.4.2. Кизилджахамам, Бейпазари, Чамилдере, Гюдюл, Айяш

3.4.3. Чанкири, Искилип, Каргі, Баят, Османджик, Тосья, Боябат

3.5.1. Сіноп, Алазам

3.5.2. Самсун, Кавак, Чарчамба, Терме

3.5.3. Орду, Гіресун, Шалпазари

3.6.1. Ладик, Хавза, Амасья, Токат, Ербаа, Ніксар, Турхал, Решадіє, Алмус 

3.6.2. Зіле, Артова, Сівас, Йилдизелі, Гафік, Зара, Месудиє

3.6.3. Шебинкарахисар, Алукра, Сухешри

3.6.4. Кангал, Дивриї, Гюрюн, Малатья, Хекимхан, Арапкир

3.7.1. Акчадаг, Даренде, Доганшехир

3.7.2. Афшин, Ельбістан, Гоксун, Андирин, Адана, Хатай, Тарс, Ереглі

3.7.3. Кахраманмараш, Газіантеп

3.7.4. Адияман, Халфеті, Бірецик, Кіліс

3.8. Анкара, Хаямана, Бала, Шерефликочхисар, Чубук, Кириккале, Кескин, Калецик, Кизилирмак, Чорум, Йозгат, Киршехір, Невшехір, Нігде, Кайсері, Шаркишла, Гемерек

3.9. Конья, Мерсін